# Anomobryum erectum
Anomobryum erectum là một loài Rêu trong họ Bryaceae. Loài này được B.C. Tan & T.J. Kop. mô tả khoa học đầu tiên năm 1989.